# Диренийевропий
Диренийевропий — бинарное неорганическое соединение
рения и европия
с формулой EuRe2,
кристаллы.

## Получение
- Сплавление стехиометрических количеств чистых веществ в инертной атмосфере:

{\displaystyle {\mathsf {2Re+Eu\ {\xrightarrow {T}}\ EuRe_{2}}}}

## Физические свойства
Диренийевропий образует кристаллы
гексагональной сингонии,
пространственная группа P 63/mmc,
параметры ячейки a = 0,5316 нм, c = 0,8742 нм, Z = 4,
структура типа дицинкмагния MgZn2 (фаза Лавеса)
.